# 路易斯·阿帕里西歐
路易斯·厄尼斯托·阿帕里西歐·蒙提爾（西班牙語：Luis Ernesto Aparicio Montiel，1934年4月29日—），綽號「小路易」，為美國職棒大聯盟的委內瑞拉籍游擊手。阿帕里西歐是大聯盟史上第一位入選名人堂的委內瑞拉籍選手，而他也是一名以防守和盜壘能力見長的球員。
1956年，阿帕里西歐拿下美聯新人王。1959年，他幫助白襪隊闖進世界大賽。1956年至1964年，他連續9年拿下美聯盜壘王寶座。另外他還拿下了9次金手套獎。而他生涯也有10個球季入選明星賽。
「打擊之神」泰德·威廉斯曾說過阿帕里西歐是他遇過表現最傑出的游擊手。1999年，阿帕里西歐還被提名至美國職棒大聯盟世紀球隊的最終名單內。

## 職業生涯

### 芝加哥白襪
早在白襪隊之前，印地安人就已經打算簽下阿帕里西歐。不過當時印地安人的總經理漢克·格林伯格認為阿帕里西歐的身材過於嬌小，無法在大聯盟生存。反而白襪隊總經理Frank Lane聽從隊上來自委內瑞拉的好手Chico Carrasquel的建議，簽下了這位和Carrasquel同樣來自委內瑞拉的年輕小將。阿帕里西歐只待在小聯盟兩年就登上大聯盟，此時的他也才22歲而已。他也取代Carrasquel成為了球隊的游擊手，並在菜鳥球季成為了美聯的盜壘王。最後他拿下的美聯年度新人王，成為第一位拿下該獎項的拉丁裔選手。
1950年代，白襪的戰績一年比一年出色。在當時，「Let's Go, Go-Go White Sox」(衝啊衝啊白襪隊)成為了當時白襪球迷的流行標語。阿帕里西歐也被認為是能夠帶領白襪重返榮耀的重要角色之一，當時他和二壘手內利·法克斯組成了完美的二游組合。1957年，這僅僅是阿帕里西歐的第二個賽季。他再度的拿下盜壘王，而且白襪隊的戰績在美聯僅次於洋基隊。
1958年，阿帕里西歐繼續維持他不凡的身手。這年他首度入選明星賽，並成為先發游擊手。這年他一樣拿下盜壘王，白襪隊還是維持美聯第二。而這年阿帕里西歐拿下了個人第一座金手套獎。
1959年，白襪隊順利拿下美聯龍頭，並領先第二名的印地安人有5場勝差。Go-Go White Sox的標語也終於成真，這年隊友法克斯拿下美聯MVP，而阿帕里西歐拿下第二名。在世界大賽上，阿帕里西歐的打擊率為3成08，不過最後他們不敵由強尼·波德瑞斯、唐·德萊斯戴爾、山迪·柯法斯等三大強投領軍的道奇隊。這年阿帕里西歐在前61次盜壘嘗試中成功了50次，他也毫不意外的再次拿下盜壘王。
1960年和1961年，阿帕里西歐仍然是美聯最好的游擊手。1962年，阿帕里西歐的體態漸漸發生變化，球隊也以減薪為由強制他減重。阿帕里西歐對於球隊的決策感到憤怒，因此要求球隊將他交易，否則他就要退休。1963年1月，白襪隊將阿帕里西歐、Al Smith交易至金鶯隊，換來Hoyt Wilhelm、Ron Hansen、Dave Nicholson和Pete Ward。

### 巴爾的摩金鶯
來到金鶯隊後，阿帕里西歐的防守率來到生涯新高的9成83。他也和Jerry Adair、布魯克斯·羅賓森組成了金鶯隊的最佳內野防守陣容。1964年，阿帕里西歐達成盜壘王9連霸，並且拿下第6次的金手套獎。1966年，他的打擊率為3成76，並敲出182支安打。這年金鶯隊拿下了隊史首次的美聯冠軍，並拿下了世界大賽冠軍。而阿帕里西歐也在MVP票選中拿下第9名。

### 重回芝加哥
不過隨著新秀Mark Belanger已經站穩了金鶯的游擊手大位，阿帕里西歐也被球隊交易。1967年11月29日，金鶯隊將阿帕里西歐、Russ Snyder和John Matias交易至白襪，換來Don Buford、Bruce Howard和Roger Nelson。回到白襪後，阿帕里西歐的守備能力還是一樣出色。1970年，阿帕里西歐打出了生涯年。他的打擊率為生涯新高的3成13，並得到86分。他在這年入選了明星賽，並拿下第9座金手套獎。儘管這年白襪隊在美聯敬陪末座，不過阿帕里西歐在MVP票選上還是拿下了第12名。

### 波士頓紅襪
1970年12月1日，白襪隊將阿帕里西歐交易至紅襪，換來Luis Alvarado和Mike Andrews。1971年，阿帕里西歐曾一度連續44個打數沒能敲出安打，他差一個打數就要追平1909年Bill Bergen寫下的尷尬紀錄。不過他在第45個打數敲出了滿貫砲。這年他的打擊率下滑至2成32，是他個人單季第二低的紀錄。
1972年，阿帕里西歐在球季的最後一場比賽發生致命的跑壘失誤。最後紅襪不僅輸球，還落後給第一名的老虎半場勝差無緣季後賽。1973年，他的打擊率為2成71。7月5日，阿帕里西歐完成生涯500盜。 最後他在球季結束後退休。

### 生涯打擊數據
| 出賽場次 | 打席  | 打數  | 得分 | 安打 | 二安 | 三安 | 全壘打 | 打點 | 盜壘 | 保送 | 三振 | 打擊率 | 上壘率 | 長打率 | 觸身球 | 守備率 |
| -------- | ----- | ----- | ---- | ---- | ---- | ---- | ------ | ---- | ---- | ---- | ---- | ------ | ------ | ------ | ------ | ------ |
| 2599     | 11234 | 10230 | 1335 | 2677 | 394  | 92   | 83     | 791  | 506  | 736  | 742  | .262   | .311   | .343   | 27     | .972   |

## 獎項與榮譽

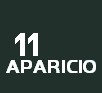
1984年，白襪隊將阿帕里西歐的11號球衣退休。

1984年，阿帕里西歐入選名人堂，成為大聯盟第一位入選名人堂的委內瑞拉籍球員，同年白襪隊也退休了他的球衣。不過2010年，白襪隊在經過阿帕里西歐的允許下，將11號球衣讓給了同樣來自委內瑞拉的游擊手奧馬爾·維茲奎爾。維茲奎爾雖然穿著11號球衣，但他也說這個號碼是永遠屬於阿帕里西歐的。阿帕里西歐也說道：「如果有人願意穿上11號球衣的話，那麼維茲奎爾絕對沒問題。」
1981年，Lawrence Ritter和Donald Honig在《棒球史上最傑出的百大球員》一書中將阿帕里西歐納入其中。不過1999年，The Sporting News在評選棒球百大球星時未將其選入。而他也被提名至美國職棒大聯盟世紀球隊的最終名單內。
2001年明星賽，水手隊找來了阿帕里西歐、奧蘭多·塞佩沙、胡安·馬里寇爾、湯尼·培瑞茲和費格森·簡金斯等名人堂球員來開球。2003年，阿帕里西歐入選委內瑞拉棒球名人堂。
2005年世界大賽第一場，白襪隊找來阿帕里西歐參與開球。這也是白襪隊繼1959年後首次闖進世界大賽。最後白襪隊順利拿下世界大賽冠軍。
2006年，白襪隊的主場美國生物球場(今保證率球場)內設置了法克斯和阿帕里西歐的雕像。雕像的動作則是法克斯傳球給阿帕里西歐，阿帕里西歐準備接球的動作。
2019年2月24日，阿帕里西歐的前白襪隊友Johnny Romano去世，阿帕里西歐也成為1959年白襪隊成員最後一位還在世的球員。

## 外部連結
- 球員資訊和成績在MLB，ESPN，Baseball-Reference，Fangraphs（英文）
- 路易斯·阿帕里西歐在台灣棒球維基館上的頁面（繁體中文）